# Întâia epistolă a lui Pavel către Timotei
Întâia epistolă a lui Pavel către Timotei este prima din cele trei epistole pastorale din Noul Testament. E scrisă ca adresată de Pavel lui Timotei, fost colaborator al său în misiune și la momentul scrierii episcop al Bisericii din Efes. Autenticitatea ei este respinsă de majoritatea criticilor moderni.